# Hindasaghatte, Harihar
Hindasaghatte là một làng thuộc tehsil Harihar, huyện Davanagere, bang Karnataka, Ấn Độ.